# Ayutla, Puebla
Ayutla är en ort i Mexiko.   Den ligger i kommunen Izúcar de Matamoros och delstaten Puebla, i den sydöstra delen av landet, 120 km sydost om huvudstaden Mexico City. Ayutla ligger 1 196 meter över havet och antalet invånare är 6 749.
Terrängen runt Ayutla är kuperad åt sydost, men åt nordväst är den platt. Runt Ayutla är det ganska glesbefolkat, med 28 invånare per kvadratkilometer. Närmaste större samhälle är Izúcar de Matamoros, 7,8 km nordost om Ayutla. I omgivningarna runt Ayutla växer huvudsakligen savannskog.